# 田中宏和 (野球)
田中 宏和（たなか ひろかず、1976年7月18日 - ）は、奈良県出身の元プロ野球選手（投手）。

## 来歴
桜井商業高校（現在の奈良県立奈良情報商業高等学校）への在学中は春夏とも甲子園球場の全国大会と無縁であったが、3年時（1994年）夏の県大会では3回戦で智辯学園のエース福井敬治と投げ合うと自らの決勝打で勝利、決勝では天理高校に本塁打の1点で敗れた。
140km/h台後半のストレート、カーブ、スライダーを投げ分けられる大型投手との評価を背景に、1994年秋のNPBドラフト会議で近鉄バファローズから1位で指名。嘉㔟敏弘への独占交渉権をオリックスブルーウェーブとの指名重複による抽選で逃したことに伴う再指名（いわゆる「外れ1位」）だったが、桜井商業高校の出身者としては駒田徳広内野手（在学中は投手で1980年のNPBドラフト会議2位指名を経て読売ジャイアンツへ入団）以来3人目のプロ野球（NPB）選手だった。
近鉄在籍中は一軍公式戦への登板に至らず、1999年限りで現役を引退。
引退後は、製造業を営む会社へ勤務している。

## 余談
名前の読みが「タナカヒロカズ」の人物を集めているタナカヒロカズ運動は、同姓同名の別人の田中宏和（広告会社の社員）が田中のプロ指名を知ったことがきっかけとなり始まった。

## 詳細情報

### 年度別投手成績
- 一軍公式戦出場なし

### 背番号
- 30 （1995年 - 1998年）
- 67 （1999年）